# Некрасова, Ксения Александровна

Портрет работы Роберта Фалька, 1950 год.

Ксе́ния Алекса́ндровна Некра́сова (18 января 1912, Ирбитские Вершины, Пермская губерния — 17 февраля 1958, Москва) — русская советская поэтесса.

## Биография
Ксения Некрасова родилась 18 января 1912 года в селе Ирбитские Вершины Ирбитовершинской волости Камышловского уезда Пермской губернии, ныне — посёлок городского типа Алтынай городского округа Сухой Лог Свердловской области. Она была внебрачным ребёнком. Принято считать, что Ксения Некрасова родилась 18 января 1912 года, но в архивах есть, кроме этой, и другие даты, даже за личной подписью поэтессы. Не одинаковы и сведения о родителях: в очерке «О себе» отец — горный инженер, мать — «дома оставалась», а по свидетельству современников, отец был подьячим на Ирбитских ярмарках, а о матери она говорила, что ее нет, что она её не помнит. В автобиографии писала: «Родителей своих не помню. Взята была из приюта семьей учителя на воспитание…».
Начальную школу окончила в Шадринске, живя у тети по отцу, Варвары Ивановны Некрасовой. Окончила школу-семилетку в г. Ирбите.
Поступила в Ирбитский педагогический техникум. Но проучилась в нём только два месяца. В связи с переводом техникума в г. Камышлов Ксения в августе 1930 года возвратилась в Шадринск.
В августе 1930 года поступила на отделение политпросветработы агропедтехникума Шадринска. Учась в техникуме, заболела энцефалитом. Не завершив учебного года по состоянию здоровья (неврастения), в 1931 году она уезжает в Москву, Осенью 1932 года живет в д. Ивановской Красногорского района Московской области у своей бывшей преподавательницы Елизаветы Алексеевны Чурсиной, которая помогает Ксении поступить в Московский институт журналистики.
В 1935 году, окончив техникум политпросвета, работала культработником на Уральском заводе тяжёлого машиностроения им. С. Орджоникидзе. В 1935 году Свердловский обком комсомола направил Ксению Некрасову в Москву на учёбу, — это информация из письма К.А. Некрасовой И.В. Сталину, архивных подтверждений этих фактов нет.
В 1937 году журнал «Октябрь» напечатал подборку стихов молодой поэтессы с предисловием Николая Асеева.
В 1937—1941 училась в Литературном институте, не окончила из-за войны.
В конце 1930-х годов Ксения встретила Сергея Высотского, работавшего горным инженером на одной из шахт Подмосковного угольного бассейна. Родился сын Тарас. Летом 1941 года персонал шахты, где работал муж Ксении, вместе с семьями был отправлен в эвакуацию. По дороге эшелон бомбили, Ксении контузило правую руку, а сына убило (Трижды Ксения рассказывала Фалькам историю смерти ребенка и каждый раз было что-то новое: то Тарасик умер от голода в Ташкенте, то от тифа в Москве, то его убило при бомбежке эшелона). Через несколько недель поезд прибыл в шахтерский городок Сулюкта Ошской области Киргизской ССР (ныне в Баткенской области Киргизской Республики). Там тяжело заболел муж и Ксения жила милостыней. Осенью 1942 года она отправилась искать русский храм. Как она сама потом рассказывала, чтобы умереть на его пороге и быть похороненной по православному обряду. Кто-то рассказал ей, что ближайший действующий русский храм находится в Ташкенте. Дорогу в двести километров она преодолела пешком.
В 1943 году в Ташкенте Ксения знакомится с Анной Ахматовой. Строгая на похвалу Ахматова высоко оценила её талант «За всю жизнь я встречала только двух женщин-поэтов. Марину Цветаеву и Ксению Некрасову». Благодаря ей Ксения получала писательский паек. В 1944 году Ахматова проводила её в Москву и дала рекомендацию для вступления в Союз советских писателей. Но в Союз писателей Некрасову не приняли..
В 1945 году Некрасова познакомилась с супругами Робертом Фальком и Ангелиной Щекин-Кротовой. Ксения часто бывала в этом доме, художник-модернист Фальк нарисовал два десятка её графических портретов — набросков, эскизов, а в 1950 году — большой портрет. Своего жилья в Москве у неё не было, и она скиталась от одних знакомых к другим. Некоторое время она проживала в посёлке Болшево.
В 1955 году в Москве в издательстве «Советский писатель» вышел сборник стихов Некрасовой «Ночь на баштане».
Ксения Александровна Некрасова умерла 17 февраля 1958 года в Москве от инфаркта после того, как в очередной раз состоялось собрание членов союза писателей и её снова не приняли. За восемь дней до этого ей выдали жилье, небольшую комнату. Урна с прахом захоронена в колумбарии Донского кладбища. Через месяц после смерти поэтессы вышел её сборник «А земля наша прекрасна!». Через два года «Советский писатель» выпустил сборник вторично, значительно расширив его содержание.

## Память
В декабре 2001 года имя Ксении Александровны Некрасовой было присвоено библиотеке-филиалу № 2 Центральной библиотечной системы г. Шадринска.
18 января 2012 года имя Ксении Некрасовой было присвоено библиотеке п.Алтынай г.о. Сухой Лог Свердловской области
10 августа 2013 года в п.Алтынай г.о. Сухой Лог Свердловской области на базе МБОУ СОШ №3 был открыт музей Ксении Некрасовой.В сентябре 2022 в г.Шадринске открыта мемориальная  доска по ул. Пионерская,30. Ее разместили на здании, где училась Ксения Некрасова, самобытная советская поэтесса. Событие организовали в рамках празднования 110-летия со дня ее рождения.
Памяти Ксении Некрасовой Ярослав Смеляков посвятил одноименное стихотворение, написанное в 1964 г.

## Издания
- Ночь на баштане: Стихи. — М.: Советский писатель, 1955. — 35 с. — 5000 экз.
- А земля наша прекрасна!: Стихи. — М.: Сов. писатель, 1958. — 50 с. — 10 000 экз.
  - Изд. 2-е, дополненное. — М.: Сов. писатель, 1960. — 98 с. — 5000 экз.
- Стихи / Сост. Л. Е. Рубинштейн. — М.: Сов. писатель, 1973. — 160 с. — 17 000 экз.
- Мои стихи / Сост. Л. Е. Рубинштейн. — М.: Сов. Россия, 1976. — 176 с. — 25 000 экз.
- Судьба: Кн. стихов / [Авт. предисл. Л. Рубинштейн; Худож. М. Дорохов]. — М.: Современник, 1981. — 143 с.
- Я часть Руси: Стихи / [Послесл. В. П. Тимофеева]. — Челябинск: Юж.-Урал. кн. изд-во, 1986. — 63, [1] с. — 5000 экз.
- Ксения Некрасова: Сб. — М.: Слово, 1995. — 103 с. — (Самые мои стихи).
- В деревянной сказке: Стихотворения / [Сост., подгот. текста и послесл. И. И. Ростовцевой; Ил. Н. А. Петровой]. — М.: Худ. лит., 1999. — 317, [1] с.
- На нашем белом свете: Стихи, наброски, воспоминания современников. — Екатеринбург: Банк культур. информ., 2002. — 334, [1] с. — (Библиотека поэзии Каменного пояса).

### О ней
- Ксения Александровна Некрасова (1912—1958): библиографический указатель / [Сост. О. В. Малахова; Вступ. ст. В. М. Платоненко]. — Шадринск: Исеть, 2004. — 45 с. — (Центр. б-ка им. А. Н. Зырянова, методико-аналит. отд.).
- Бухарова И. Г. Странница: о судьбе и поэзии Ксении Некрасовой. — Иркутск: Иркутский государственный университет, 2006. — 148 с.

## Антологии
- Некрасова К. // Антология русской советской поэзии. 1917—1957. — Т. 2. — М., 1957. — С.
- Некрасова К. // Русская советская поэзия Урала: Антология. — Свердловск, 1983. — С. 123—126.
- Некрасова К. // Русская поэзия. XX век: Антология / Под ред. В. А. Кострова. — М.: Олма-Пресс, 2001. — С. 414—416.

## Документалистика
- Документальный фильм. Автор: Анатолий Омельчук. Режиссёр: Марина Тугаринова. ГТРК «Регион-Тюмень». 2013 г (14 июня 2017). Невеста человечества.  42 мин. Россия К. {{cite episode}}: |series= пропущен или пуст (справка)[9][14]
- Документальный фильм из цикла «Судьбы скрещенья». Автор сценария: Татьяна Басова. Режиссёр: Андрей Вязигин. ИП Петросянц В. Е. по заказу ВГТРК. 2018 г (22 сентября 2018). Роберт Фальк. Ксения Некрасова.  26 мин. Россия-Культура. {{cite episode}}: |series= пропущен или пуст (справка)